# C3orf14
C3orf14 (англ. Chromosome 3 open reading frame 14) — білок, який кодується однойменним геном, розташованим у людей на 3-й хромосомі. Довжина поліпептидного ланцюга білка становить 128 амінокислот, а молекулярна маса — 15 007.
| 10         |  | 20         |  | 30         |  | 40         |  | 50         |
| ---------- |  | ---------- |  | ---------- |  | ---------- |  | ---------- |
| MTSLFAQEIR |  | LSKRHEEIVS |  | QRLMLLQQME |  | NKLGDQHTEK |  | ASQLQTVETA |
| FKRNLSLLKD |  | IEAAEKSLQT |  | RIHPLPRPEV |  | VSLETRYWAS |  | VEEYIPKWEQ |
| FLLGRAPYPF |  | AVENQNEAEN |  | TIQNEAQR   |  |            |  |            |

A: Аланін

D: Аспарагінова кислота

E: Глутамінова кислота

F: Фенілаланін

G: Гліцин

H: Гістидин

I: Ізолейцин

K: Лізин

L: Лейцин

M: Метіонін

N: Аспарагін

P: Пролін

Q: Глутамін

R: Аргінін

S: Серин

T: Треонін

V: Валін

W: Триптофан